# Ljudmila Wjatscheslawowna Dymtschenko
Ljudmila Wjatscheslawowna Dymtschenko (* 3. März 1977 in Moskau, russisch Людмила Вячеславовна Дымченко) ist eine ehemalige russische Freestyle-Skierin der Disziplin Dual Moguls, dem Parallelrennen auf der Buckelpiste.
Sie war von 1993 bis 2007 Mitglied der russischen Nationalmannschaft. Ihr erster Trainer war Anton Alexejewitsch Gawwa.
Nach ihrem Weltcupdebüt in der Saison 1992/93 erreichte sie bei den Freestyle-Skiing-Weltmeisterschaften 1993 in Zauchensee den 23. Rang. In der folgenden Weltcup-Saison ihren ersten Weltcupsieg. Nach zwei zweiten und einem ersten Platz bei den Weltcuprennen der Saison 1994/95 gelang ihr für Jahre kein weiterer Podiumsplatz.
Bei den Weltmeisterschaften 1995 und 1997 erreichte sie jeweils die Top 10. Bei den Weltmeisterschaften 2001 am Whistler Mountain stellte sie sich neben dem Einzelwettbewerb auch der Dual-Konkurrenz und wurde 19. bzw. 17. Im Jahr 2003 erreichte sie im Einzel wieder einen Platz unter den zehn Besten und verpasste in der Dual-Wertung nur knapp eine Medaille. Bei ihrer letzten WM-Teilnahme 2007 belegte sie im Einzel nur Platz 26, im Dual-Wettbewerb Platz 16.
Im Jahr 2004 gewann sie die russische Meisterschaft im Dual Moguls und wurde Vizemeisterin im Dual Moguls der Jahre 2001 und 2005 und im Moguls 2004. Sie nahm viermal an Olympischen Spielen teil. Bei den Olympischen Winterspielen 1994 in Lillehammer und 1998 in Nagano qualifizierte sie sich jeweils für die Finalrunde und belegte Platz 12 bzw. 15. Bei den Winterspielen 2002 in Salt Lake City und 2006 in Turin verpasste sie die Finalrunde mit den Platzierungen von Rang 23 und 21.
Sie trat für die Mannschaften der bewaffneten Kräfte der Russischen Föderation und den Moskauer Stadtsportverband (russisch Московского городского физкультурно-спортивного объединения (МГФСО)) an. Nach der Saison 2006/07 beendete sie ihre sportliche Karriere.
Für ihre Leistungen wurde sie mit der höchsten sportlichen Auszeichnung Russlands, dem Titel Meisterin des Sports Russlands der internationalen Klasse geehrt.

## Weltcupergebnisse
| Weltcup-Saison | Platzierung |
| -------------- | ----------- |
| 1992/93        | 79.         |
| 1993/94        | 29.         |
| 1994/95        | 16.         |
| 1995/96        | 25.         |
| 1996/97        | 38.         |
| 1997/98        | 51.         |
| 1998/99        | 49.         |
| 2000/01        | 44.         |
| 2003/04        | 43.         |
| 2004/05        | 39.         |
| 2005/06        | 67.         |
| 2006/07        | 50.         |